# Тутаевская ПГУ
Тута́евская ПГУ — парогазовая теплоэлектростанция мощностью 52 МВт, находящаяся в городе Тутаеве Ярославской области ОАО «Ярославская генерирующая компания» (исполнитель проекта) и ОАО «Сатурн — Газовые турбины» (подрядчик). Первый камень был заложен в августе 2011 года. Строительство завершено в 2020 году.
При строительстве используется российское оборудование, в том числе четыре энергетические установки мощностью по 8 МВт каждая производства «Сатурн — Газовые турбины», две паровые турбины мощностью по 10 МВт ОАО «Калужский турбинный завод», генераторы ОАО «ХК «Привод»» (Лысьва, Пермская область), четыре паровых котла производства ЗАО «Энергомаш» (Белгород). Металлические конструкции для здания будут изготавливаться на ярославском заводе «Астрон». Стоимость строительства — более 3 млрд рублей, из которых 20 % ОАО «ЯГК», а 80 % в виде кредита «Внешэкономбанка» на 15 лет.
Новая электростанция позволит сократить энергодефицитность Ярославской области на 4,8 %; производство электроэнергии будет увеличено на 390 млн кВт·ч в год, то есть 5 % от регионального потребления. Также будет обеспечен резерв мощности для развития индустрии на площадке Тутаевского моторного завода.
Утверждается, что в основу работы станции будут заложены «самые современные и передовые циклы выработки электроэнергии — парогазовый и когенерационный, с одновременным производством тепловой и электрической энергии». ПГУ будет более экономична (КПД почти 85 %), экологична, проста и эффективна в обслуживании.
В октябре 2020 года станция была введена в эксплуатацию.
В Схеме и Программе Развития Электроэнергетики РФ на 2023 - 2028 годы значиться, что в 2022 году первый блок (ПГУ-1) был выведен из эксплуатации (Обосновывающие материалы Ярославская область Приложение А).
В конце 2023 года имущество ПГУ было продано частному инвестору.